# Matérias programáveis
Matérias programáveis são um tipo de matéria caracterizada por ser capaz de alterar suas propriedades físicas(forma, densidade, moduli, condutividade, propriedade ópticas, etc.). Tal capacidade da matéria pode ser programada com base em ações do usuário ou em detecção autônoma. Assim, toda matéria programável "nasce" com a habilidade de executar o Processamento de informação.

## História
Matéria programável é um termo que foi cunhado em 1991 por Tommaso Toffoli e Norman Margolus. Eles se referiam a um requintado conjunto de elementos computacionais com arranjo específico (Toffoli & Margolus 1991). O documento em questão descreve um substrato computacional que é composto de sofisticados nós computacionais que são distribuídos por todo o seu espaço de funcionamento, comunicando-se usando interações com seus vizinhos mais próximos. Nesse contexto, matéria programável se refere a modelos de computador similares ao autómato celular e Rede de gás autômato (Rothman & Zaleski 1997). A arquitetura CAM-8 é um exemplo de hardware realizado dentro desse modelo. Essa função é também conhecida por DRA - digital referenced areas(áreas digitais referenciadas), que constituem-se em determinadas formas de máquina autorreplicadora.
Como a tecnologia de semicondutores, nanotecnologia, e a tecnologia de máquina autorreplicadora tem avançado, o emprego do termo matéria programável tem mudado, buscando refletir o fato de que é possível construir um conjunto de elementos que podem ser "programados" para mudar suas propriedades física na realidade, pois antes entendia-se que tal realização era possível apenas em simulação. No presente, matéria programável vem a significar "qualquer substância volumosa que pode ser programada para alterar suas propriedades físicas".
No verão de 1998, numa discussão sobre átomos e matéria programável, Wil McCarthy e G. Snyder cunharam o termo "quantum wellstone"(ou simplesmente wellstone).
Em 2002,  Seth Goldstein e Todd Mowry deram início ao projeto claytrônica na Universidade Carnegie Mellon para investigar os mecanismos de hardware e software extras necessários para construir a matéria programável.
Em 2004, a o ISAT(grupo de Tecnologia e Ciências da Informação), da DARPA. Os esforços resultaram no estudo de 2005-2006 "Realizing Programmable Matter", que estabeleceu um programa plurianual para pesquisa e desenvolvimento de matéria programável.
Em 2007, matéria programável foi o assunto de uma pesquisa solicitada pela DARPA, com um programa subsequente.
Ainda em 2007, Alex Wissner-Gross da universidade Harvard propôs uma taxonomia compreensiva para classificar matéria programável, que toma por base o tipo físico de entrada e saída. Por exemplo, desde que um transistor de efeito de campo  transduza um sinal elétrico(uma voltagem) para outro tipo(uma corrente), essa matéria programável assumiria na taxonomia a classificação elétrica para elétrica.